# منا سلیتس
مُنا سلیتس (سوئدی: Mona Seilitz؛ ‏ ۱۶ ژانویهٔ ۱۹۴۳ – ۲ آوریل ۲۰۰۸) بازیگر اهل سوئد بود.
از فیلم‌هایی که وی در آن نقش داشته‌است، می‌توان به ساعت گرگ و میش، گیلیاپ و جای نگرانی نیست اشاره نمود.